# HD 93397
HD 93397，又名BD-16 3124，SAO 156221、HR 4214，是一颗恒星，视星等为5.42，位于銀經265.16，銀緯36.28，其B1900.0坐标为赤經10h 41m 58s，赤緯-16° 36.28′ 10″。